# David Niepsuj
David Niepsuj (ur. 16 sierpnia 1995 w Wuppertalu) – polski piłkarz występujący na pozycji prawego obrońcy. Posiada również obywatelstwo niemieckie.

## Kariera klubowa
Wychowanek Fortuny Wuppertal, jako junior występował również w Bayerze 04 Leverkusen (będąc zawodnikiem tego klubu zmagał się z kontuzją kolana, która wykluczyła go z gry na rok), Borussii Mönchengladbach, Fortunie Düsseldorf i Wuppertaler SV. W barwach Wuppertaler SV zadebiutował w rozgrywkach seniorskich, rozgrywając w sezonie 2013/2014 dwa mecze w V lidze niemieckiej. W sezonie 2014/2015 był podstawowym zawodnikiem czwartoligowych rezerw VfL Bochum, w których rozegrał 31 meczów i strzelił cztery bramki. W sezonie 2015/2016 znajdował się w kadrze pierwszej drużyny VfL Bochum, jednak nie wystąpił w żadnym meczu 2. Bundesligi (siedem razy był w kadrze meczowej) i Pucharu Niemiec. W czerwcu 2016, za namową Piotra Ćwielonga, miał przejść do Ruchu Chorzów, jednak ostatecznie do transferu nie doszło.
W czerwcu 2016 podpisał trzyletnią umowę z Pogonią Szczecin. Po przejściu do tego klubu doznał kontuzji mięśnia przywodziciela, która wykluczyła go z gry na kilka miesięcy. W Ekstraklasie zadebiutował 6 marca 2017 w meczu z Wisłą Płock (1:1). Sezon 2016/2017 zakończył z 12 występami w najwyższej polskiej klasie rozgrywkowej na koncie.
21 stycznia 2025, po rozwiązaniu kontraktu z Wisłą Płock, został piłkarzem walczącej o utrzymanie w I lidze Stali Stalowa Wola – podpisał półroczny kontrakt.

## Kariera reprezentacyjna
Młodzieżowy reprezentant Polski. W latach 2015–2016 rozegrał cztery mecze w kadrze U-20 w ramach Turnieju Czterech Narodów.